# Sweetener
Sweetener – czwarty album studyjny amerykańskiej piosenkarki i autorki tekstów, Ariany Grande wydany 17 sierpnia 2018 nakładem wytwórni Republic Records. Gościnnie pojawili się na nim artyści Pharrell Williams, Nicki Minaj oraz Missy Elliott. Podczas dwuletniej produkcji materiału Grande pracowała nad nim z takimi muzykami, jak Max Martin, Ilya Salmanzadeh, czy Williams, który jest autorem ponad siedmiu utworów pochodzących z krążka.
20 kwietnia 2018 premierę miał główny singel promujący album, "No Tears Left to Cry", który wszedł do prestiżowego notowania Billboard Hot 100 na 3. miejsce, dzięki czemu Grande stała się pierwszą artystką, której główne utwory z pierwszych czterech albumów znalazły się w jej pierwszej dziesiątce. Dwa miesiące później piosenkarka wypuściła numer "The Light Is Coming", nagrany wraz z Nicki Minaj, jako singel promocyjny, i tego samego dnia na iTunes rozpoczęła oficjalną przedsprzedaż płyty. Drugi singel, "God Is a Woman", został wydany 13 lipca 2018, okupując później 8. miejsce na Hot 100 tuż po występie artystki na gali MTV Video Music Awards 2018, natomiast trzeci, a zarazem ostatni, "Breathin" objął pozycję 13. po trzech miesiącach od wydania krążka.
Sweetener był trzecią płytą piosenkarki na szczycie listy Billboard 200, a także pierwszą na liście OLiS. Zajmowała też ona pierwsze miejsce list w Wielkiej Brytanii, Australii, Szkocji, Irlandii, Belgii, Włoszech, Nowej Zelandii, Portugalii, Hiszpanii, Szwecji i Szwajcarii. Album otrzymał nagrodę Grammy podczas 61 ceremonii wręczenia nagród. Była to pierwsza statuetka Grammy dla Grande.

## Geneza
W maju 2016 Grande wypuściła na rynek swój trzeci album studyjny, Dangerous Woman, który osiągnął sukces komercyjny. Sześć miesięcy później na swoim koncie w aplikacji Snapchat oznajmiła, że zakończyła nagrywanie materiału do swojego kolejnego albumu. Wyjaśniła: "Nie miałam planów zrobienia albumu i nie wiem, czy on jest całkowicie skończony, ale dopiero co zebrałam dużo piosenek, które bardzo, bardzo mi się podobają". W grudniu 2017 potwierdziła, że przez cały czas pracowała nad krążkiem. 
Menedżer Grande, Scooter Braun opowiedział w wywiadzie dla magazynu Variety, że projekt ma bardziej dojrzały ton. Dodał:

To jest czas dla niej, żeby wykonać piosenki które ją opisują. Whitney, Mariah, Adele - gdy śpiewają, to jest ich utwór. Czasami Ariana ma za sobą wielkie momenty wokalne, więc to jest ten czas na jej piosenkę.

Tacy producenci, jak Max Martin oraz Savan Kotecha później potwierdzili swoją współpracę z Grande. 28 grudnia 2017 roku artystka dodała na swoje Instagram Stories filmy i zdjęcia przedstawiające ją samą w studiu przez cały rok, natomiast w nocy z Sylwestra na Nowy Rok udostępniła ona urywek jeszcze dotąd nieznanego utworu którego nazwa, "Get Well Soon" została ujawniona kilka miesięcy temu.
16 kwietnia 2018 w sieci pojawiły się wiadomości, że Grande zamierza przesunąć datę premiery głównego singla na 20 kwietnia, ze względu na wydanie tydzień później albumu Beerbongs & Bentleys rapera Posta Malone’a. Dzień później potwierdziła tytuł nagrania, "No Tears Left to Cry", oraz dzień, w którym ma on zostać wydany.
1 maja w talk-show Jimmy’ego Fallona oznajmiła, że jej następny album będzie zatytułowany Sweetener, następującymi słowy: 

Tak właśnie nazywa się ten krążek, ponieważ oznacza to w pewnym sensie wnoszenie światła [nadziei] do czyjegoś życia lub [trudnej] sytuacji.

W artykule umieszczonym w majowej edycji tygodnika Time autorstwa Sama Lansky'ego znalazło się także twierdzenie, że Grande po raz pierwszy na krążku "wysunęła się na prowadzenie w pisaniu tekstów piosenek". Pod koniec tego samego miesiąca piosenkarka ujawniła, że album będzie zawierał po 15 utworów i trzy wspólne projekty z innymi artystami.
2 czerwca br., artystka zdradziła za kulisami festiwalu Wango Tango, że przedsprzedaż albumu rozpocznie się już 20 czerwca, a dodatkowo zostanie wydane nagranie "The Light Is Coming". Później na swoim koncie na Twitterze Grande poinformowała o drugim singlu promującym płytę, "God Is a Woman", jednakże data wydania została ostatecznie przeniesiona.

## Promocja
Od udostępnienia kawałka jednego z utworów pochodzących z albumu 1 stycznia 2018 roku, Grande była nieaktywna na wszystkich portalach społecznościowych przez cztery miesiące. 17 kwietnia ona zakończyła przerwę dzieląc się ze swoimi fanami zwiastunem jej następnego singla, "No Tears Left to Cry", który został wydany trzy dni później wraz z oficjalnym teledyskiem. Dzień później artystka wykonała po raz pierwszy nagranie na żywo podczas drugiego tygodnia festiwalu Coachella u boku norweskiego DJ-a, Kygo, a także w programie The Tonight Show Starring Jimmy Fallon potwierdzając również informacje dotyczące albumu. W połowie maja br., piosenkarka otworzyła galę Billboard Music Awards 2018 występując wraz ze singlem, czy też na festiwalu Wango Tango w Kalifornii zamykając wydarzenie. Na nim zaprezentowała też swoje poprzednie hity. 8 sierpnia Grande ujawniła także małą serię koncertów w USA, pod nazwą The Sweetener Sessions, których partnerem jest firma American Airlines. 24 października artystka potwierdziła daty występów w Stanach Zjednoczonych w ramach światowej trasy koncertowej, Sweetener World Tour, która rozpoczęła się oficjalnie 18 marca 2019 roku w Albany na arenie Times Union Center.

## Odbiór

### Krytyczny
Album otrzymał pozytywne opinie od krytyków. Agregator recenzji na stronie Metacritic przyznał płycie 81 punktów na 100 możliwych, wskazując „ogólnie korzystne recenzje”. 
Douglas Greenwood z NME opisał album jako "pewną siebie, znakomitą (...) kolekcję klejnotów popu, która pokazuje, że Grande nie zamyka się na eksperymenty" i przyznał jej cztery z pięciu gwiazdek. Podobnie płytę ocenił Neil McCormick z The Telegraph.
Alim Kheraj z The Observer dał albumowi cztery z pięciu gwiazdek, przy czym stwierdził, że produkcja Pharrella Williamsa jest „niespójna”. Podobną ocenę albumowi wystawiła Kate Solomon z The Independent, która w podsumowaniu opisała płytę jako "czasami niespodziewanie pozytywną".

### Komercyjny
W Stanach Zjednoczonych, album oficjalnie zadebiutował na miejscu pierwszym listy Billboard 200 w pierwszym tygodniu od premiery sprzedając się w nakładzie aż 231 tys. kopii, z czego 127 tys. było z czystej sprzedaży, stając się on trzecim materiałem piosenkarki, który uplasował się na podium notowania w USA. Jest to do dziś największa liczba sprzedanych egzemplarzy w karierze Grande, pobijając rekord Dangerous Woman, który okupował miejsce drugie, rozchodząc się w 175 tys. kopiach. Także zgromadził 170 mln globalnych odtworzeń w serwisie streamingowym Spotify od 17 do 24 sierpnia, stając się najczęściej odtwarzaną płytą autorstwa żeńskiej artystki w pierwszych dniach od premiery na tej platformie. Ten wynik jeszcze utrzymywała raperka Cardi B ze swoim debiutem, Invasion of Privacy w na początku kwietnia 2018.
W Wielkiej Brytanii, album dotarł na szczyt listy UK Albums Chart sprzedając się w nakładzie ponad 45 tys. kopii w ciągu pierwszego tygodnia, dzięki czemu stał się on drugim projektem numer jeden Grande w tymże kraju. Utwory "Sweetener" i "Breathin" znalazły się kolejno w pierwszej trzydziestce i dziesiątce UK Singles Chart, a pozycja singla "God Is a Woman" wzrosła o sześć miejsc.
W Australii, Sweetener stał się trzecim krążkiem artystki, który znalazł się na miejscu pierwszym listy ARIA Albums Chart, oraz wszystkie pochodzące z niego 15 utworów zadebiutowały w kolejnym notowaniu ARIA Singles Chart.
W Polsce nagrania uzyskały status trzykrotnie platynowej płyty.

## Lista utworów
| Nr  | Tytuł utworu                                  | Autor                                                                              | Producent                    | Długość |
| --- | --------------------------------------------- | ---------------------------------------------------------------------------------- | ---------------------------- | ------- |
| 1.  | „Raindrops (An Angel Cried)”                  | Bob Gaudio                                                                         | Ilya Salmanzadeh, Max Martin | 0:37    |
| 2.  | „Blazed” (gościnnie Pharrell Williams)        | Pharrell Williams                                                                  | Williams                     | 3:16    |
| 3.  | „The Light Is Coming” (gościnnie Nicki Minaj) | Williams, Onika Maraj, Ariana Grande                                               | Williams                     | 3:48    |
| 4.  | „R.E.M”                                       | Williams                                                                           | Williams                     | 4:05    |
| 5.  | „God Is a Woman”                              | Grande, Ilya Salmanzadeh, Savan Kotecha, Martin, Rickard Göransson                 | Salmanzadeh                  | 3:17    |
| 6.  | „Sweetener”                                   | Grande, Williams                                                                   | Williams                     | 3:28    |
| 7.  | „Successful”                                  | Williams                                                                           | Williams                     | 3:47    |
| 8.  | „Everytime”                                   | Grande, Salmanzadeh, Kotecha, Martin                                               | Martin, Salmanzadeh          | 2:52    |
| 9.  | „Breathin”                                    | Grande, Salmanzadeh, Kotecha, Peter Svensson                                       | Salmanzadeh                  | 3:18    |
| 10. | „No Tears Left to Cry”                        | Grande, Martin, Kotecha, Salmanzadeh                                               | Martin, Salmanzadeh          | 3:25    |
| 11. | „Borderline” (gościnnie Missy Elliott)        | Williams, Melissa Elliott                                                          | Williams                     | 2:57    |
| 12. | „Better Off”                                  | Tommy Brown, Chauncey Hollis, Brian Malik Baptiste, Kim "Kaydence" Krysiuk, Grande | Hit-Boy, Brown, Baptiste     | 2:51    |
| 13. | „Goodnight n Go”                              | Brown, Charles Anderson, Michael Foster, Grande, Victoria McCants                  | Brown, Anderson, Foster      | 3:09    |
| 14. | „Pete Davidson”                               | Grande, Brown, Anderson, McCants                                                   | Brown, Anderson              | 1:13    |
| 15. | „Get Well Soon”                               | Williams, Grande                                                                   | Williams                     | 5:22    |
|     |                                               |                                                                                    |                              | 47:25   |

Uwagi
- Wszystkie tytuły utworów są stylizowane na wszystkie małe litery, oprócz skrótu "R.E.M" i nazwy własnej "God" odpowiednio w czwartym i piątym utworze.
- "Raindrops (An Angel Cried)" jest coverem utworu "An Angel Cried" grupy The Four Seasons[47].
- W "R.E.M" wykorzystano sampel niewydanego dema pt. "Wake Up" w wykonaniu Beyoncé[48].
- W "Goodnight n Go" wykorzystano sampel z utworu "Goodnight and Go" w wykonaniu Imogen Heap.

## Daty wydania
| Region          | Data                 | Format                          | Wytwórnia |
| --------------- | -------------------- | ------------------------------- | --------- |
| Cały świat      | 17 sierpnia 2018     | CD, digital download, streaming | Republic  |
| Wielka Brytania | 21 sierpnia 2018     | Kaseta                          | Island    |
| Cały świat      | 15 października 2018 | Kaseta                          | Republic  |
| Cały świat      | Listopad 2018        | Płyta winylowa                  | Republic  |